# Nissan Homer
Der Prince Homer war ein Kleintransporter den Prince Jidōsha Kōgyō 1961 als Modell T64/V64 vorstellte. Auf Basis des Homer wurde auch der Prince Homy entwickelt. Nach dem Einstieg von Nissan bei Prince wurde das Modell ab 1966 zum Nissan Prince Homer T640/V640 und ab 1968 zum (Nissan) Datsun Homer T641/V641. Die Yue Loong Motor Company aus Taiwan baute den Homer T641 unter Lizenz als YLN-251.

## Prince Homer T64/V64 / Nissan Prince Homer T640/V640 (1961–1968)

### Prince Homer T64/V64 / Nissan Prince Homer T640/V640 (1961–1968)
Der ursprüngliche Prince Homer T64/V64 startete im September 1961 auf dem Heimatmarkt. T64 war der Code für den Pritschenwagen, in Japan Truck genannt, V64 für die in Japan Van Modelle genannten Kastenwagen und Kleintransporter. Als Antrieb kam ein obengesteuerter Reihenvierzylindermotor, Typ G1,  mit 1484 cm3 Hubraum der auch im Prince Skyline 1500 verbaut wurde, in Verbindung mit einem 4-Gang Schaltgetriebe zum Einsatz. Der T64 hatte einen Kühlergrill, der aus acht ovalen Schlitzen bestand. Vor dem Gitter befand sich ein rundes Abzeichen mit einem P in der Mitte und an den Türen gab es eine Prince Homer Plakette. Nachdem sich Nissan bei Prince beteiligt hatte, wurde das Modell 1966 zum Nissan Prince Homer T640/V640. Hierbei änderte sich nur der Schriftzug an den Türen zum Nissan Homer, der Kühlergrill samt dem P-Abzeichen blieb gleich. Auch der Prince Motor wurde während der Bauzeit von 1966 bis August 1968 eingebaut.

### (Nissan) Datsun Homer T641/V641 1968–1972

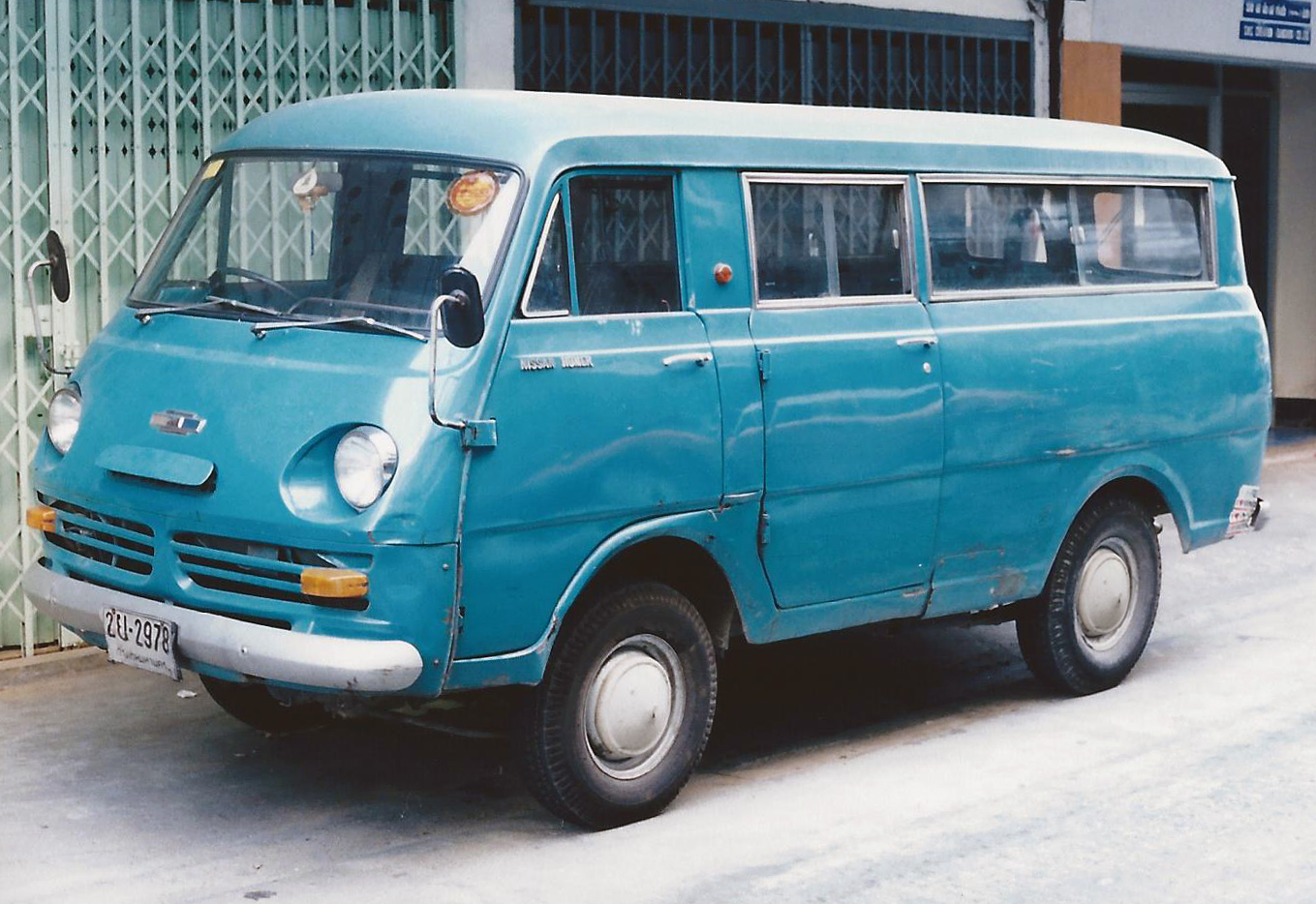
Nissan Homer T641 Kleinbus

Von September 1968 bis August 1972 wurden die Modelle nun als Datsun Homer T641/V641 produziert. Auf dem heimischen Markt auch der Truck als Nissan Homer. Der Kühlergrill hatte nun ein „Katzenschnurrhaar-Gitter“, bestehend aus drei horizontalen Schlitzen auf beiden Seiten. Emblem des Modells war ein breit geformter Flügel mit einem N in der Mitte. Je nach Variante trug es den Schriftzug Nissan oder Datsun Homer auf den Seitentüren. Beim Datsun Homer wurde zusätzlich ein großes Datsunzeichen über dem N-Emblem an der Karosserie angenietet. Als Motor gab es nun einen 4-Zylinder-Ottomotor der Nissan R-Serie mit hängenden Ventilen, aus dem Datsun Fairlady 1600 mit 4-Gang Schaltgetriebe. Neu war eine Doppelkabinenversion des Datsun-Homer-Trucks, die jedoch nicht oft verkauft wurde.

### Nissan Cabstar+Homer T20 / Datsun Homer T20/V20 1972–1976
Die Produktion dieser Version startete im September 1972. Das Truck Modell wurde nun auch als Nissan Cabstar auf einigen Exportmärkten angeboten, während es im Heimatmarkt weiter Nissan Homer hieß. Der Unterschied zum Vorgänger bestand im Motor. Es wurde nun der Nissan J16, 1567 cm³ OHV 4-Zylinder-Motor mit 59kw/81PS verbaut.
Ohne große technische Änderungen wurde die Version bis Januar 1976 gebaut.

#### Motordaten
| Modell            | Motor      | Hubraum  | Leistung      |
| ----------------- | ---------- | -------- | ------------- |
| T64/V64 T640/V640 | G-1 (GA-4) | 1484 cm3 | 73 PS (54 kW) |
| T641/V641         | R16        | 1595 cm3 | 70 PS (51 kW) |
| T20/V20           | J16        | 1567 cm3 | 81 PS (60 kW) |

## Nissan Homer F20 / Datsun Homer F20 1976–1982
Der Homer F20 startete im Januar 1976. Kastenwagen- und Kleinbusversionen gab es nicht mehr, sodass nur noch der Truck erhältlich war. Neben Einzel-war auch eine Doppelkabine erhältlich und die Nutzlast betrug 1 oder 1,5 Tonnen. Die technische Basis lieferte der Nissan CaballC340 während die Fahrerkabine eine Weiterentwicklung des Vorgängers war.
Der  F20 wurde wiederum als Nissan und Datsun Homer angeboten, im Export nannte man ihn nun jedoch Datsun Cabstar für das Vereinigte Königreich von Großbritannien und Irland und Deutschland, wohin das Modell nun nach und nach exportiert wurde, da Nissan der Meinung war der Name Homer für einen LKW sei nicht angemessen. In die Nordische Länder und einige andere kleine europäische Länder wurde das Modell jedoch weiterhin als Datsun Homer exportiert und war auch mit dem erstmals erhältlichen Dieselmotor SD22 mit 48 kW (65 PS) verfügbar.
Während der Cabstar nur mit dem Nissan-H20-1982-cm³-Benzinmotor mit 74 kW (99 PS) ausgestattet war neben dem Dieselmotor, gab es den Homer auch noch mit dem J15-Benzinmotor mit 57 kW (77 PS).
1977 erhielt die Baureihe kleinere Verbesserungen und eine Variante mit längerer Pritsche und höherem Aufbau wurde speziell für den Export geschaffen.
1979 wurde die Front modernisiert und die Motoren waren aufgrund der veränderten Abgasvorschriften verbessert worden. Diese Überarbeitung mündete im Typencode F21. Die Produktion der Modellreihe endete zwischen Dezember 1981 und Februar 1982.

## Nissan Homer F22 1982–1992
Der Homer F22 startete im Januar 1982 und war nur noch ein Badge-Engineering Modell des Nissan Atlas der in Europa als Datsun Cabstar F22 angeboten wurde. Der Homer F22 wurde nur in Taiwan angeboten und anderen kleineren asiatischen Märkten und seit 1992 trägt das Modell auch dort den Namen Atlas.